# Picramato di sodio
Il Picramato di sodio è un colorante sintetico di colore rosso.
È spesso addizionato alla polvere di henné, per ottenere colorazioni per capelli più intense e resistenti rispetto a quelle ottenibili col solo henné, e per accelerare o annullare i tempi di ossidazione necessari per il rilascio del pigmento. 
Secondo uno studio tossicologico  la percentuale dello 0,1% di picramato di sodio in una tintura per capelli risulta non tossica, mentre allo 0,2% potrebbero aversi delle reazioni cutanee.
Un altro studio  sulle tinture allo 0.1% di picramato di sodio, le indica come non teratogene.